# Ladislav Čumita
Ladislav Čumita (* 12. února 1946) je bývalý slovenský fotbalový brankář.

## Hráčská kariéra
V československé lize chytal za Lokomotívu Košice. Na vojně byl v Dukle Banská Bystrica, které v sezoně 1967/68 pomohl k postupu do nejvyšší soutěže. Zbytek vojny odchytal v dresu Dukly Cheb, kde hrál druhou československou ligu. Později hrál nižší soutěže mj. za Slavoj Trebišov.

### Prvoligová bilance
| Ročník            | Zápasy | Góly | Minuty | Nuly | Klub              |
| ----------------- | ------ | ---- | ------ | ---- | ----------------- |
| I. liga 1965/66   | –      | 0    | –      | –    | Lokomotíva Košice |
| I. liga 1966/67   | –      | 0    | –      | –    | Lokomotíva Košice |
| I. liga 1969/70   | 1      | 0    | –      | –    | Lokomotíva Košice |
| II.liga 1967/1968 |        |      |        |      | Dukla Cheb        |
| II.liga 1968/1969 |        |      |        |      | Dukla Cheb        |
| CELKEM            | –      | 0    | –      | –    |                   |